# Lasy Dobrocińskie
Lasy Dobrocińskie (niem. Gross Bestendorfer Forst) — kompleks leśny położony między wsiami: Leśnica, Wilamowo, Kiełkuty oraz Dobrocin.

## Geologia i typy krajobrazu
Znajdujące się na terenie lasu moreny małdyckie rozprzestrzeniają się na wschód od Małdyt aż po Dobrocinek; na północy sięgają Chojnika. Strefę zewnętrzną (południową) tworzą małe pagórki (140–150 m n.p.m.) zbudowane z materiału gliniastego w sąsiedztwie Małdyt, z piasków zwałowych w części wschodniej. Wszędzie występuje bardzo dużo głazów. Wewnętrzna (północna) strefa moren małdyckich jest o 10–20 m wyższa od południowej. Składające się na nią gliniaste wzgórza dochodzą do wielkich rozmiarów. Chojowa Góra (na południe od Chojnika) osiągała niegdyś wysokość 165 m n.p.m., choć dziś dochodzi do 154 m n.p.m.

## Hydrologia

### Rzeki
Przez lasy przepływają rzeka Drela (na południe od drogi wojewódzkiej nr 519) oraz jej prawy dopływ Tąga.

### Jeziora i stawy

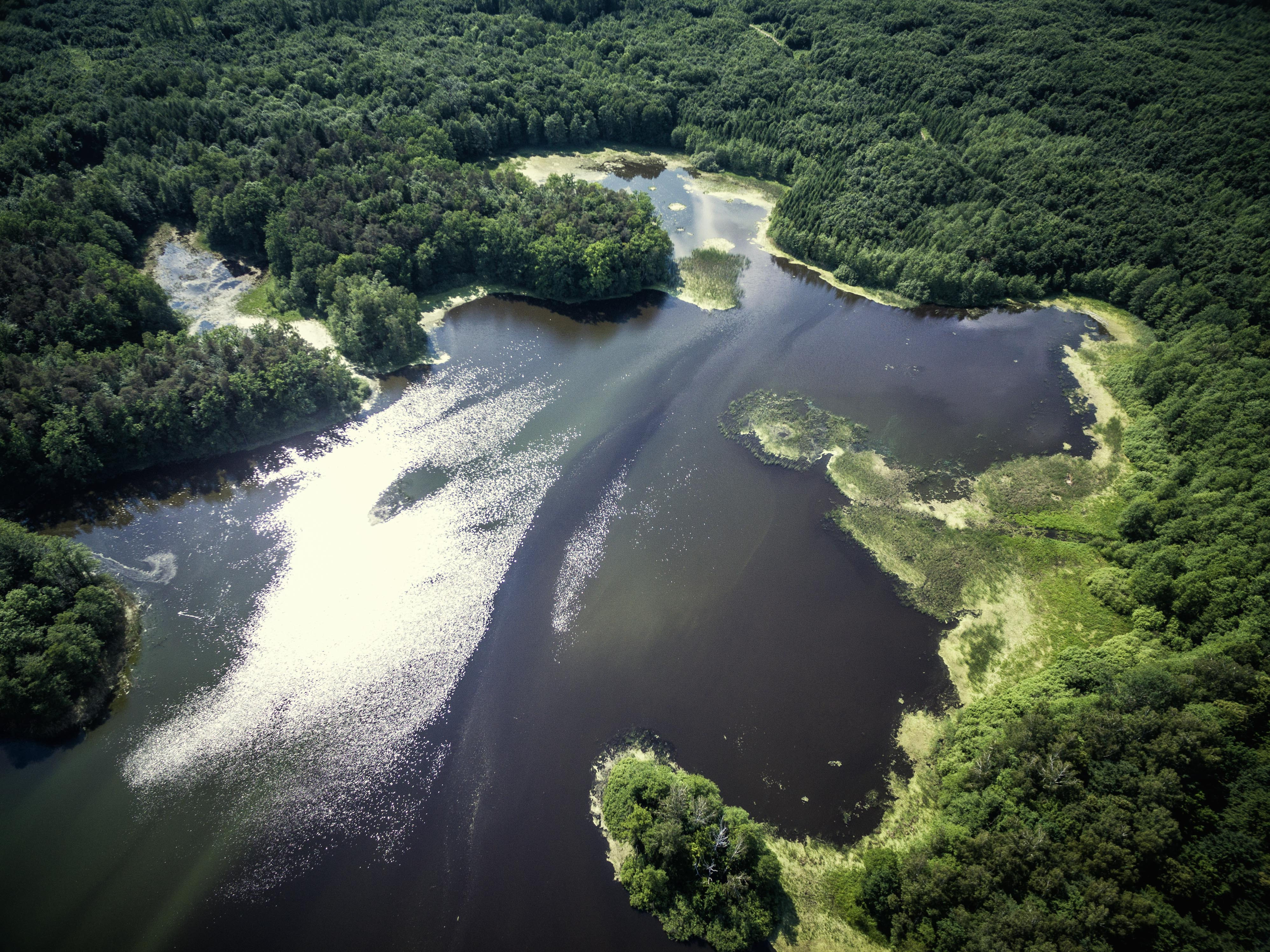
Jezioro Łęg

W Lasach na zachód od Kiełkut znajduje się jezioro Łęg (niem. Grossen Baarwiesen Teich), zwane również Barowym lub Niedźwiedziem Dużym, lub Jeziorem Miedzianym. Na wschód od tego jeziora znajduje się Łążka (niem. Kleiner Baarwiesen Teich), zwane również Stawem Dolnym. Na południe od nich znajduje się staw Barwiny w pobliżu nieistniejącej dziś miejscowości Baarwiese  .
Z kolei na wschód od wsi Leśnicy znajduje się Smolne Bagno (niem. Kienbruchs Teich) — staw około 12,00 ha, zwany również Jeziorem Dziczym lub Suchym.
Na granicy lasu, w pobliżu Małdyt, znajduje się jezioro o powierzchni około 1,00 ha o nazwie Kocioł (niem. Kessel See), niegdyś Kociołek, z którym wiąże się legenda o zapadniętym tu kościele.
Na południe od drogi wojewódzkiej nr 519 i na wschód od Wilamowa znajduje się Czarny Staw (Schwarzer Teich) o powierzchni około 15,00 ha.

## Flora

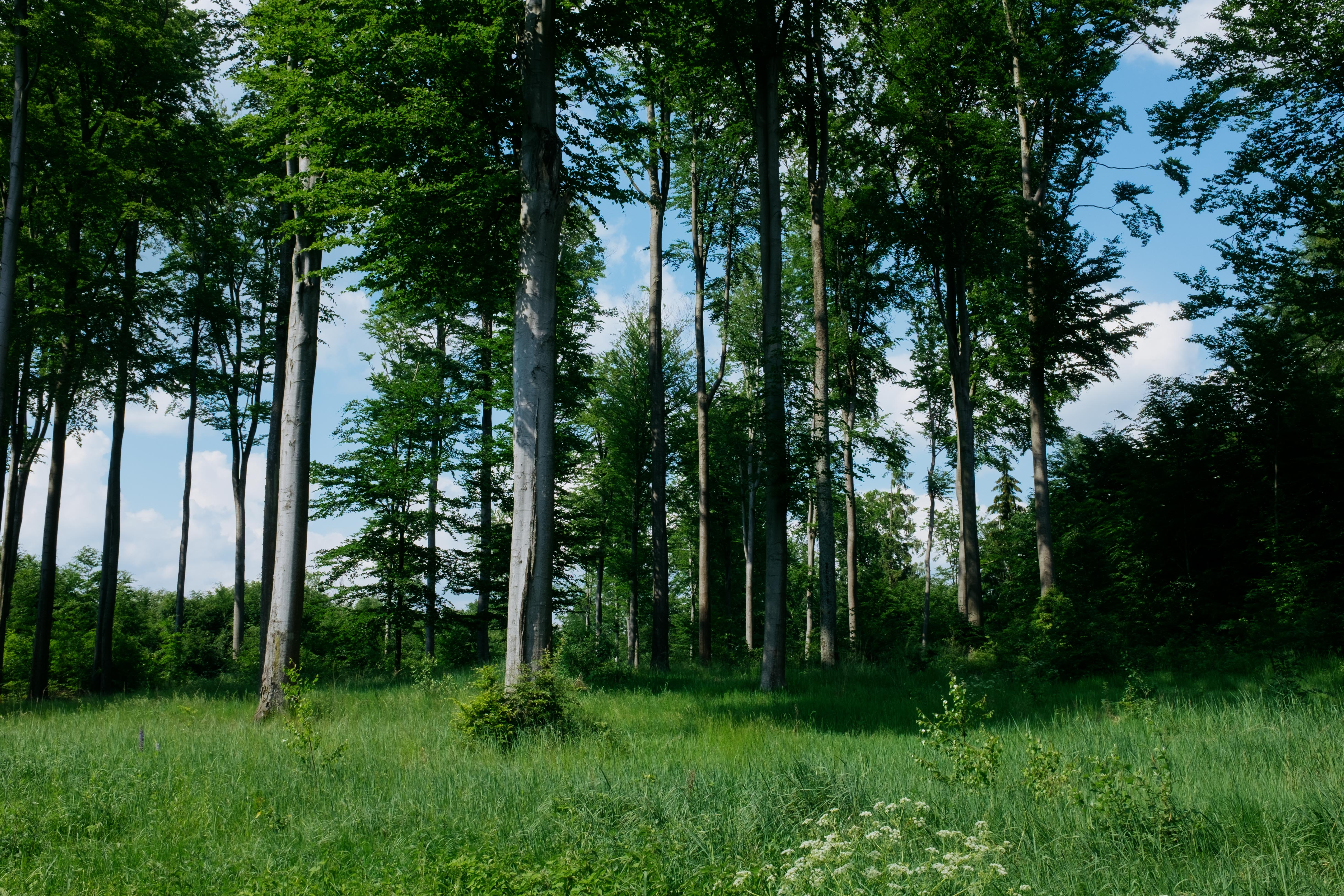
Buki w Lasach Dobrocińskich

### Drzewa
W lesie rosną drzewa liściaste: buk, dąb, brzoza, olcha (które stanowiły niegdyś odpowiednio 28%, 12,5%, 7,65%, 8,79% drzew w lasach dziś już nieistniejącego powiatu morąskiego) oraz iglaste, głównie sosna. W 1973 wiek przeważającej części lasu oceniono na od 55 do 140 lat. Prowadzone wyręby budziły już wtedy poważne zastrzeżenia. Około 3500 ha gruntów ornych nie nadających się pod uprawę zostało przekazanych Administracji Lasów Państwowych po 1945 w celu zalesienia..

### Modrzewie koło Dobrocinka

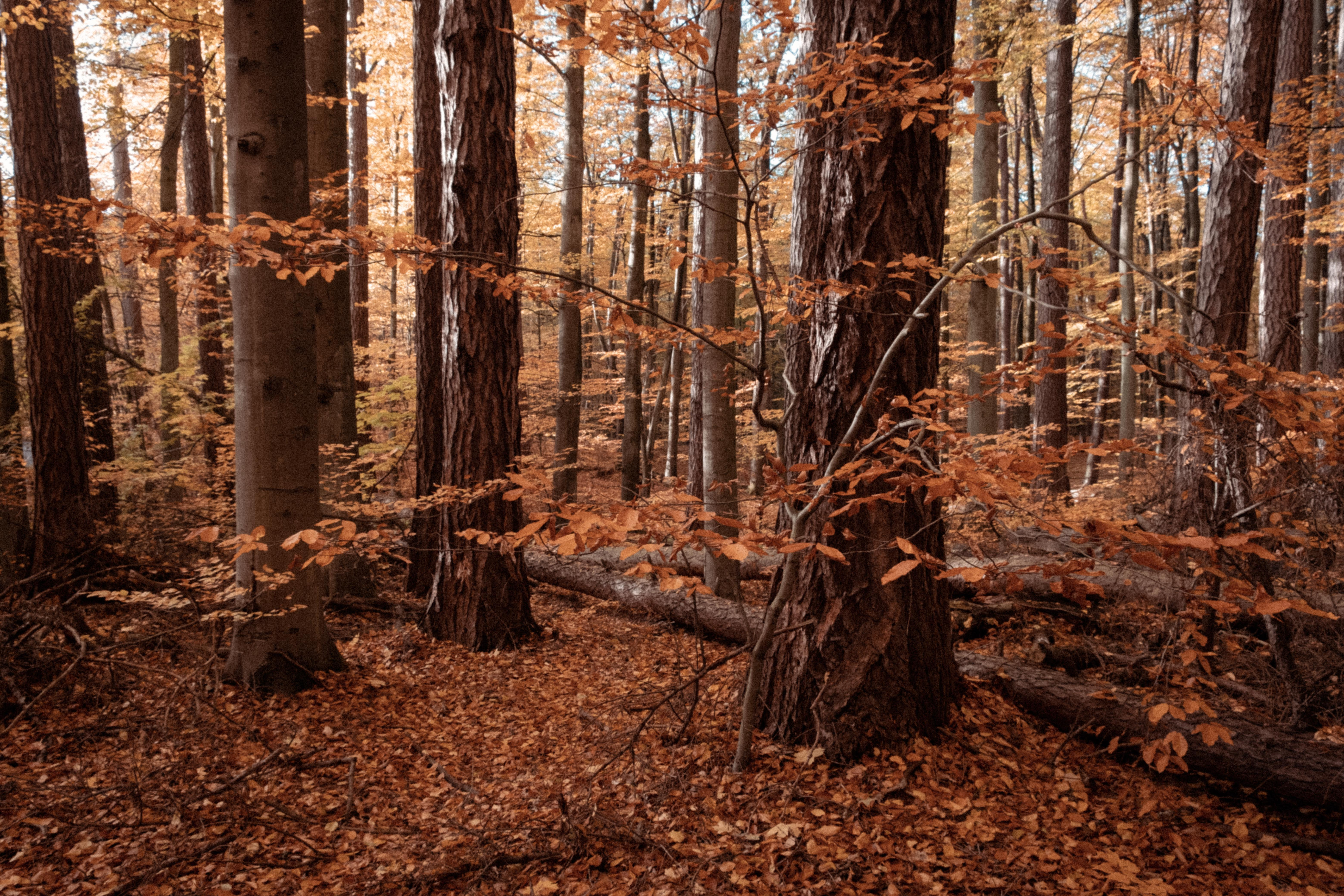
Modrzewie koło Dobrocinka jesienią

Modrzewie koło Dobrocinka to punkt edukacji leśnej na drodze z Dobrocinka do Kiełkut. Na 500-metrowej ścieżce znajduje się osiem tablic informacyjnych, które zawierają treści przyrodnicze dotyczące zwierząt leśnych, drzew liściastych i iglastych, ptaków drapieżnych, warstwowej budowy lasu, biodegradacji odpadów, przekroju poprzecznego drzewa oraz ptasiego budzika.

## Ochrona przyrody
W Leśnictwie Małdyty (Nadleśnictwo Dobrocin) utworzono rezerwat leśny „Niedźwiedzie Wielkie" w celu zachowania naturalnego stanowiska buka we wszystkich fazach rozwojowych na granicy jego naturalnego występowania. Na około 34 ha objęto ochroną naturalne drzewostany bukowe z domieszką grabu, dębu bezszypułkowego i lipy drobnolistnej. Występują tu: krzewy — leszczyna, kruszyna, wawrzynek wilczełyko, wiciokrzew-suchodrzew, jarząb pospolity, porzeczka czarna; spośród roślin zielnych m.in. prosownica rozpierzchła, kopytnik pospolity, czosnek niedźwiedzi, lilia złotogłów; liczne są mchy i porosty.
W Lasach obecne są pomniki przyrody, np. dęby.
W wydanej przed wojną książce o roślinności Prus Wschodnich i Zachodnich podano dzwonek szczeciniasty (Campanula cervicaria L.) jako roślinę chronioną w Dobrocinie.

## Galeria

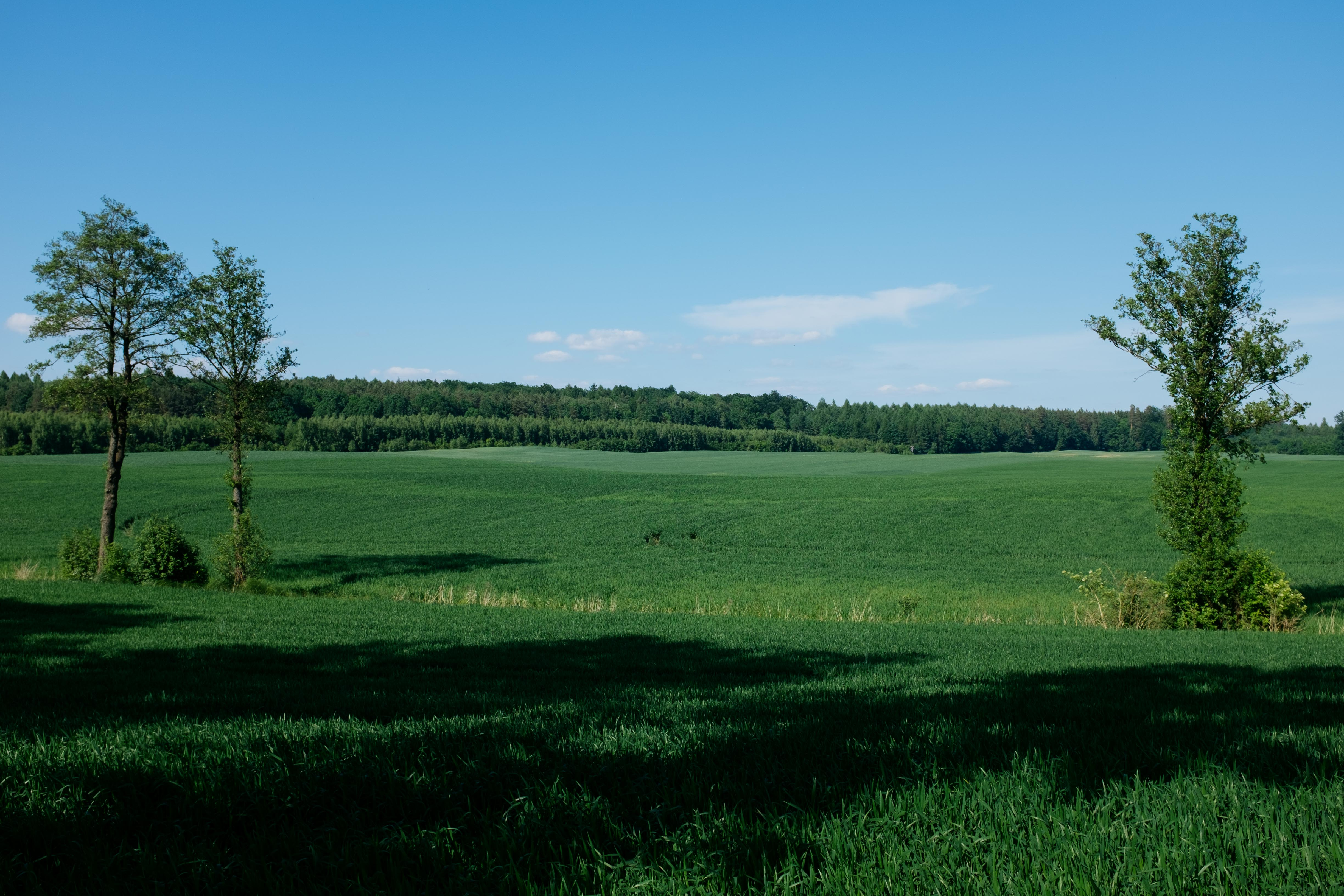
Lasy Dobrocińskie z drogi 1213N Dobrocin–Kiełkuty
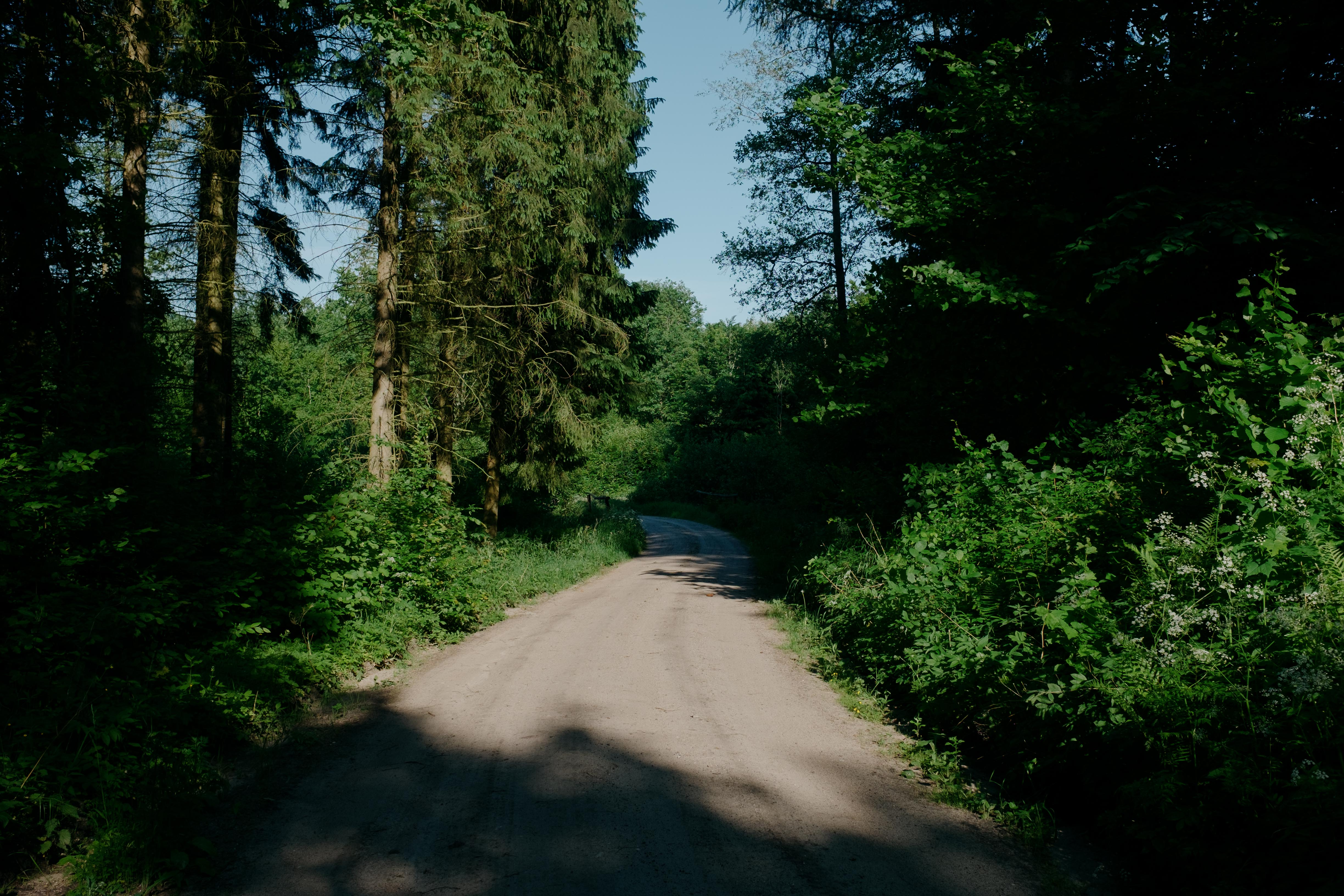
Droga na Kozią Wólkę, Lasy Dobrocińskie
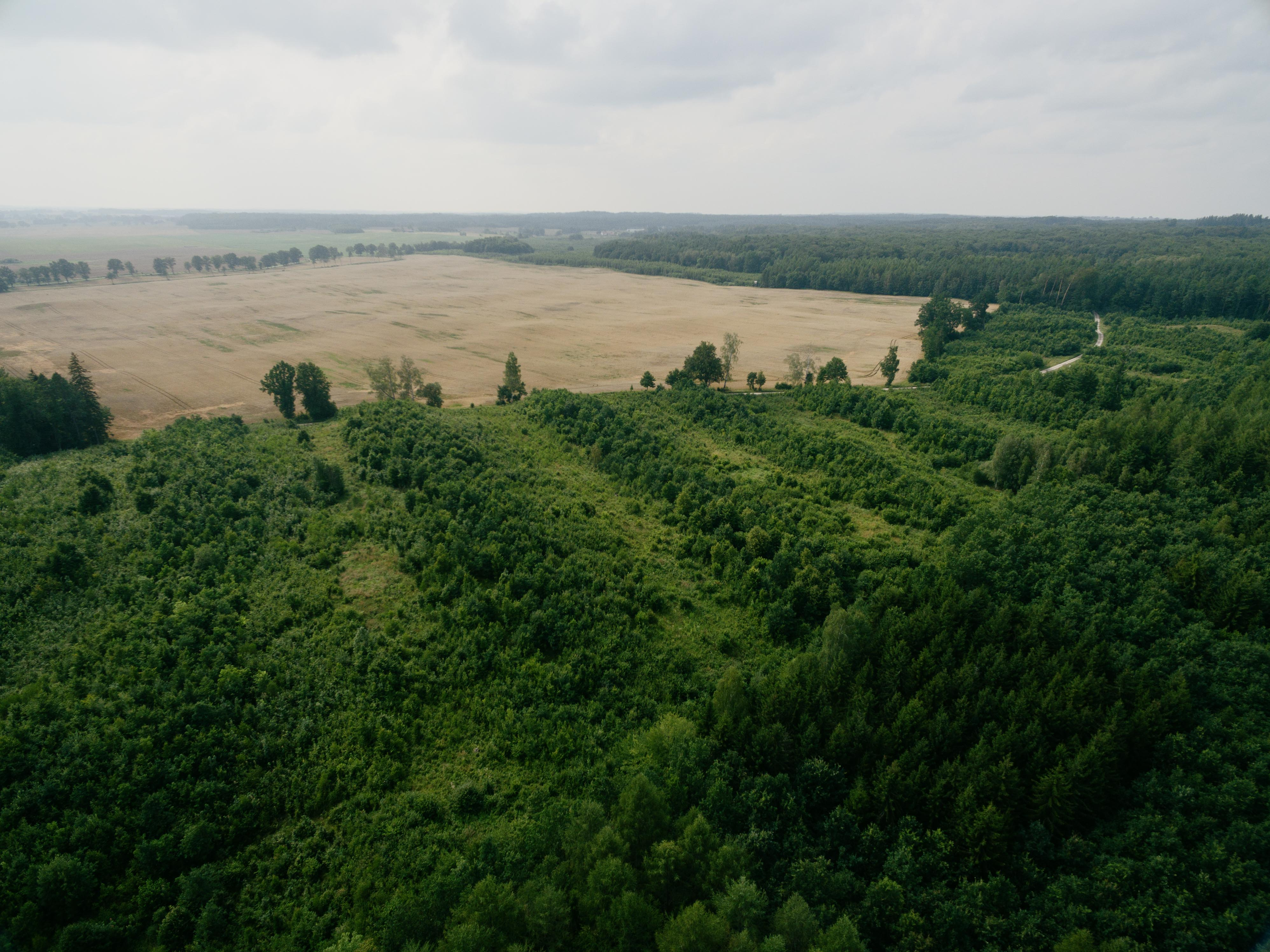
Lasy Dobrocińskie z lotu ptaka, widok na zachód
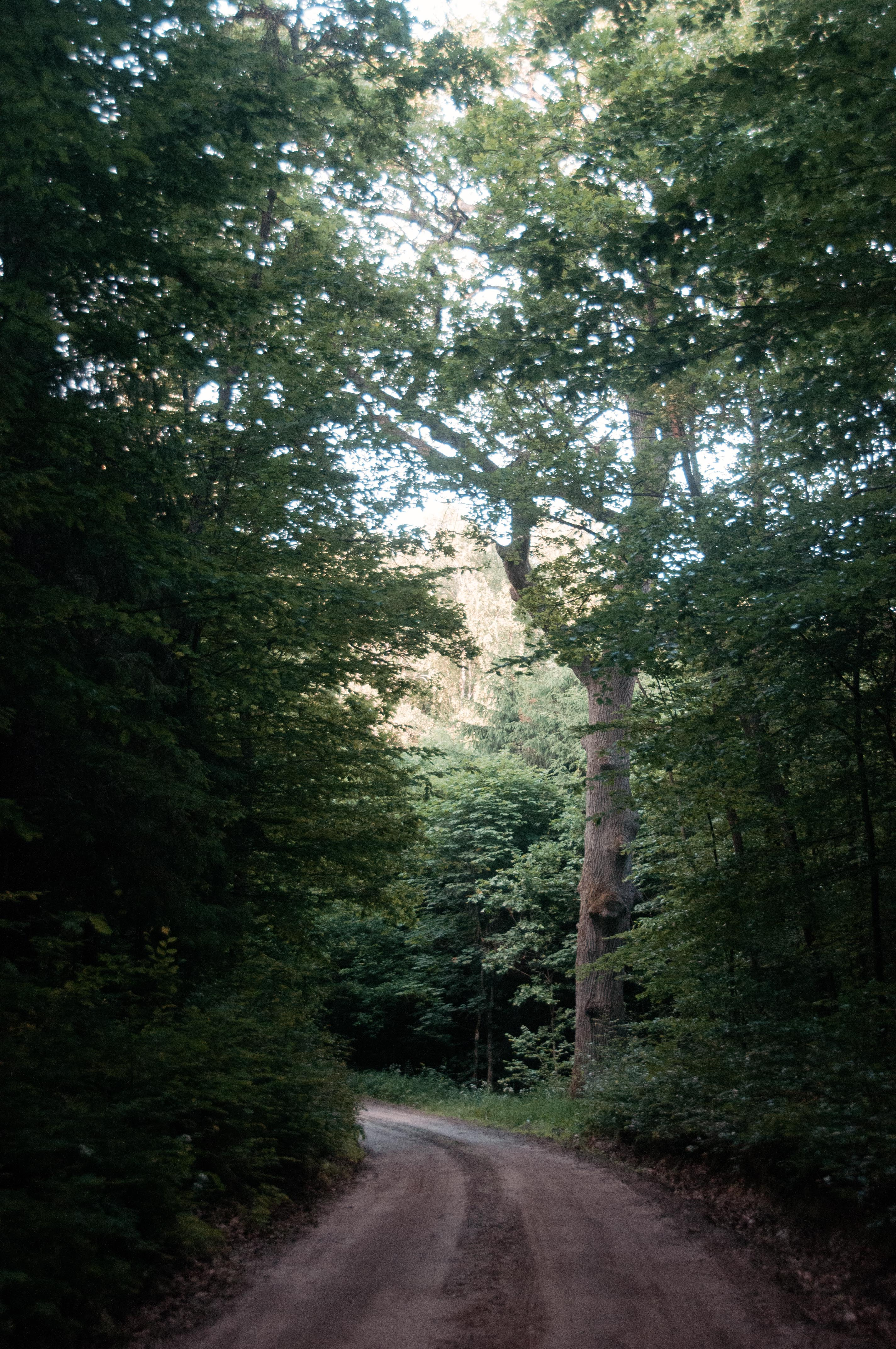
Około 500-letni dąb w Lasach Dobrocińskich
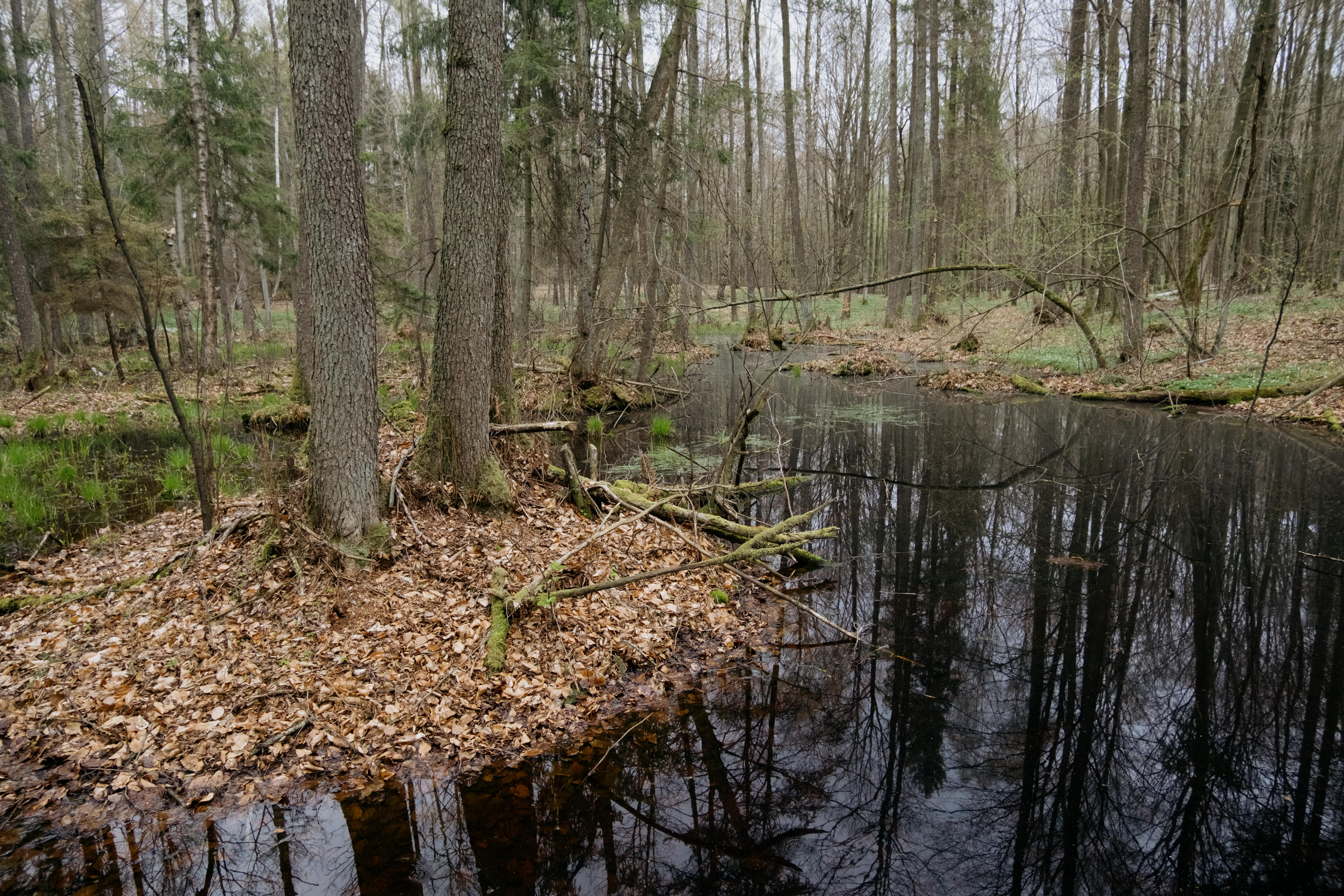
Bajorko w Lasach Dobrocińskich
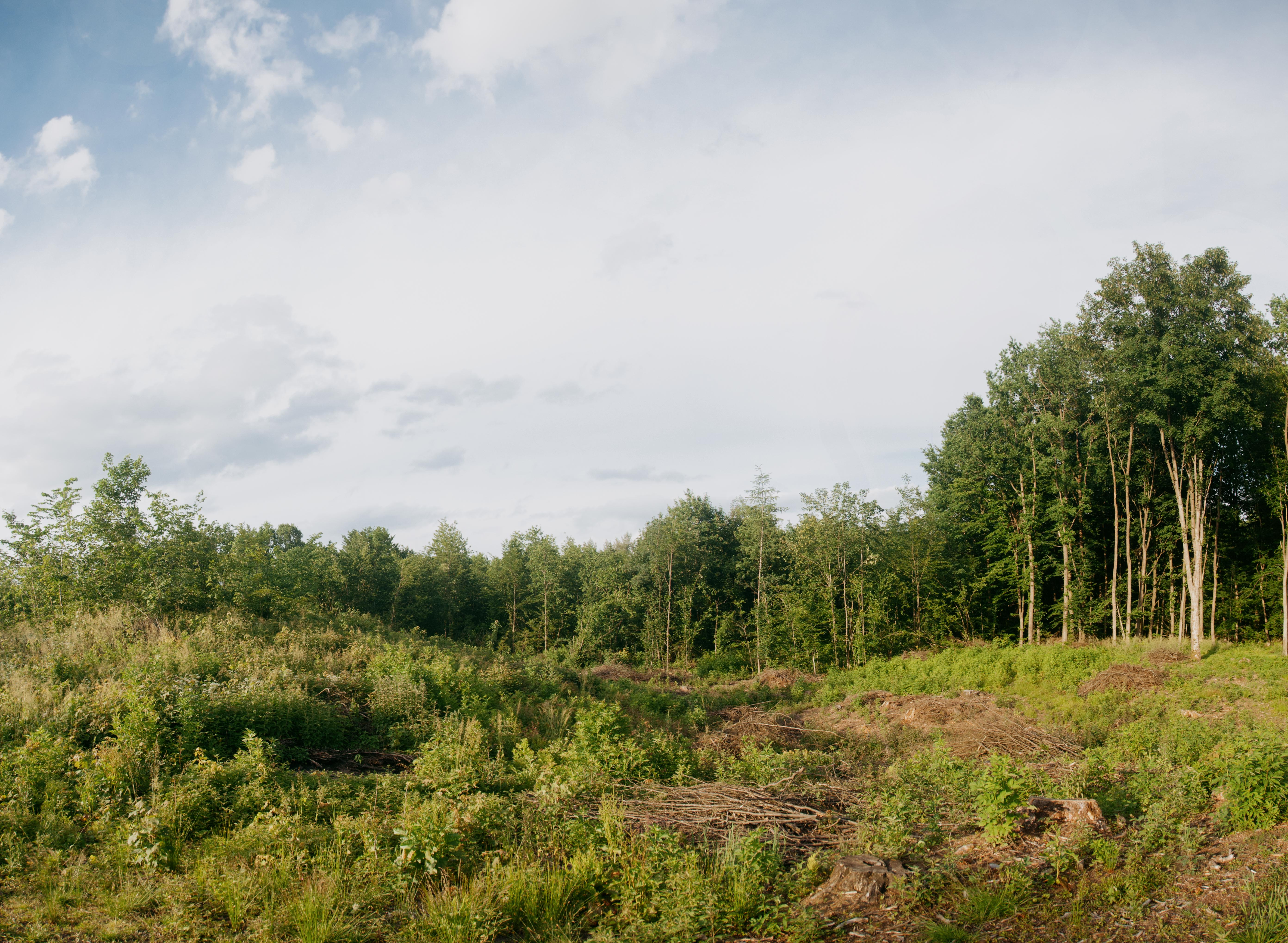
Lasy Dobrocińskie latem
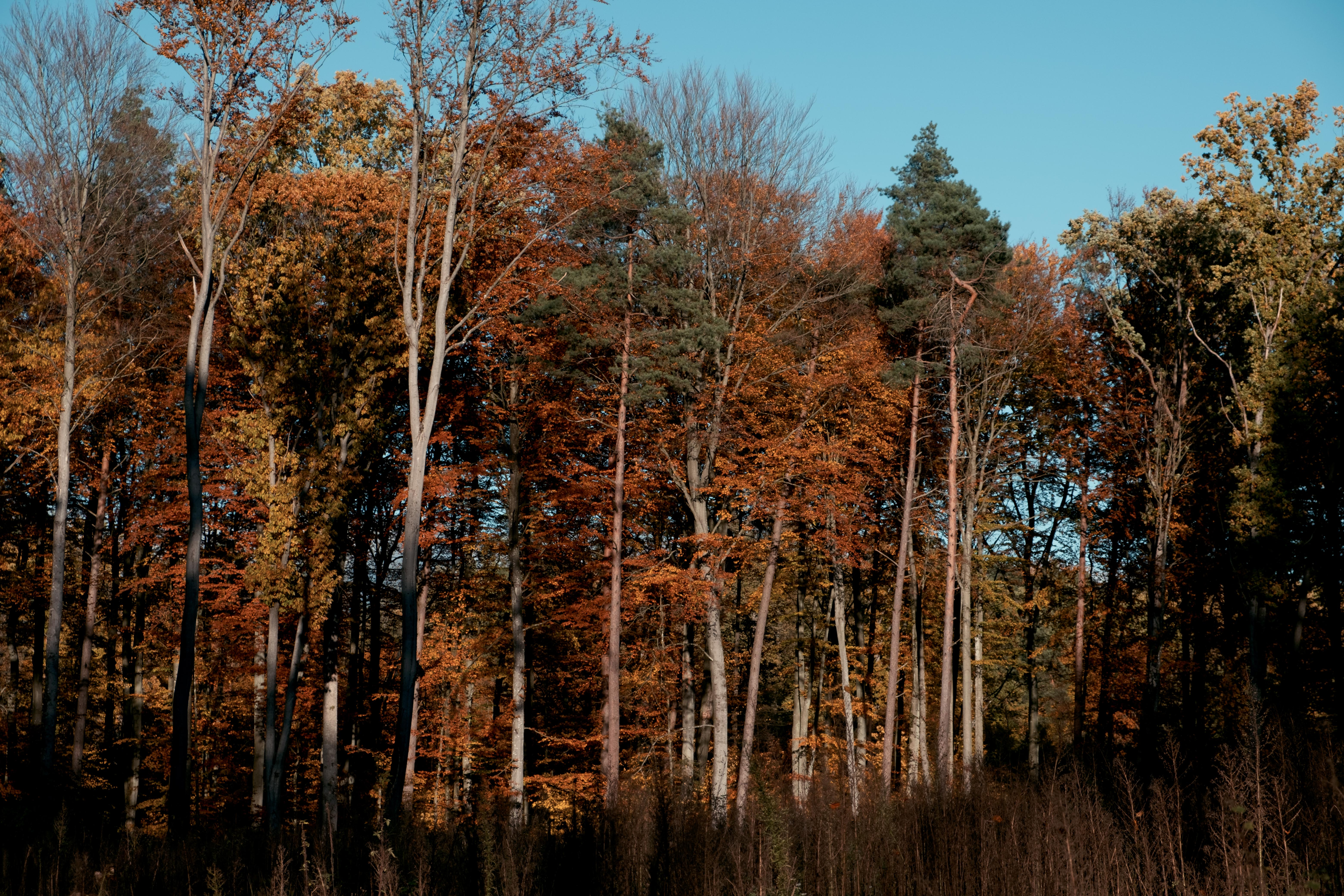
Jesień w Lasach Dobrocińskich
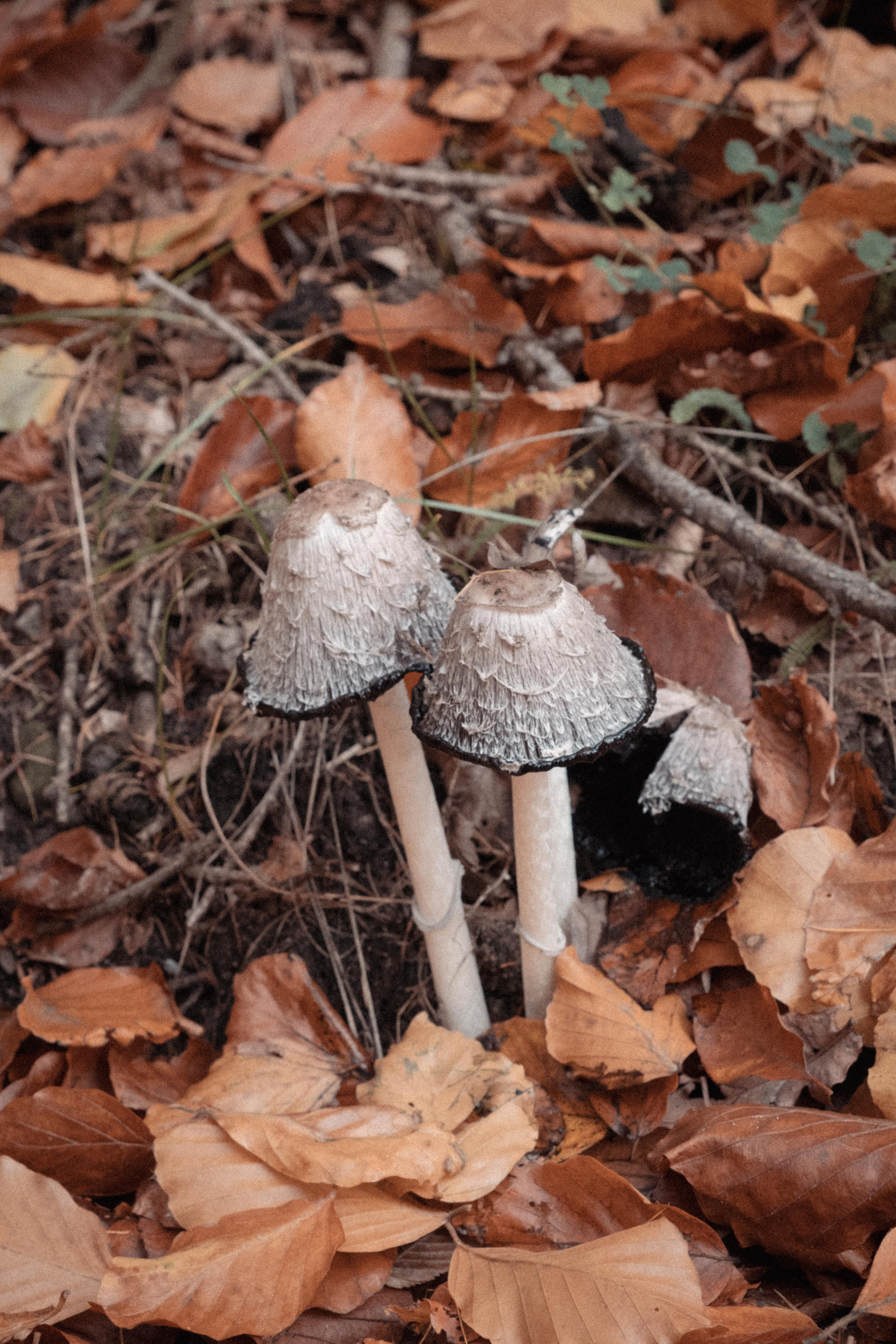
Czernidłak kołpakowaty w Lasach Dobrocińskich
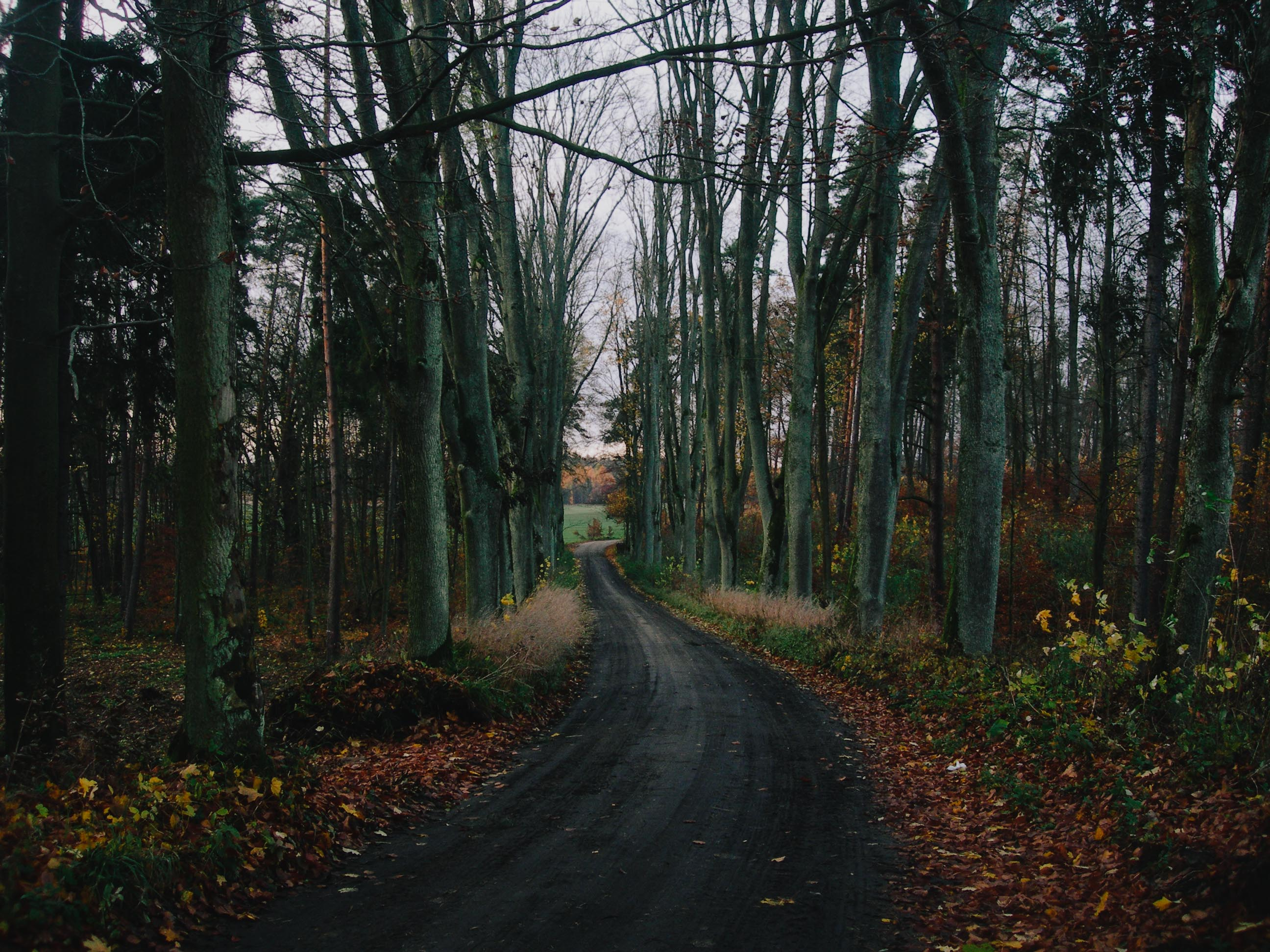
Droga na Dobrocinek, Lasy Dobrocińskie
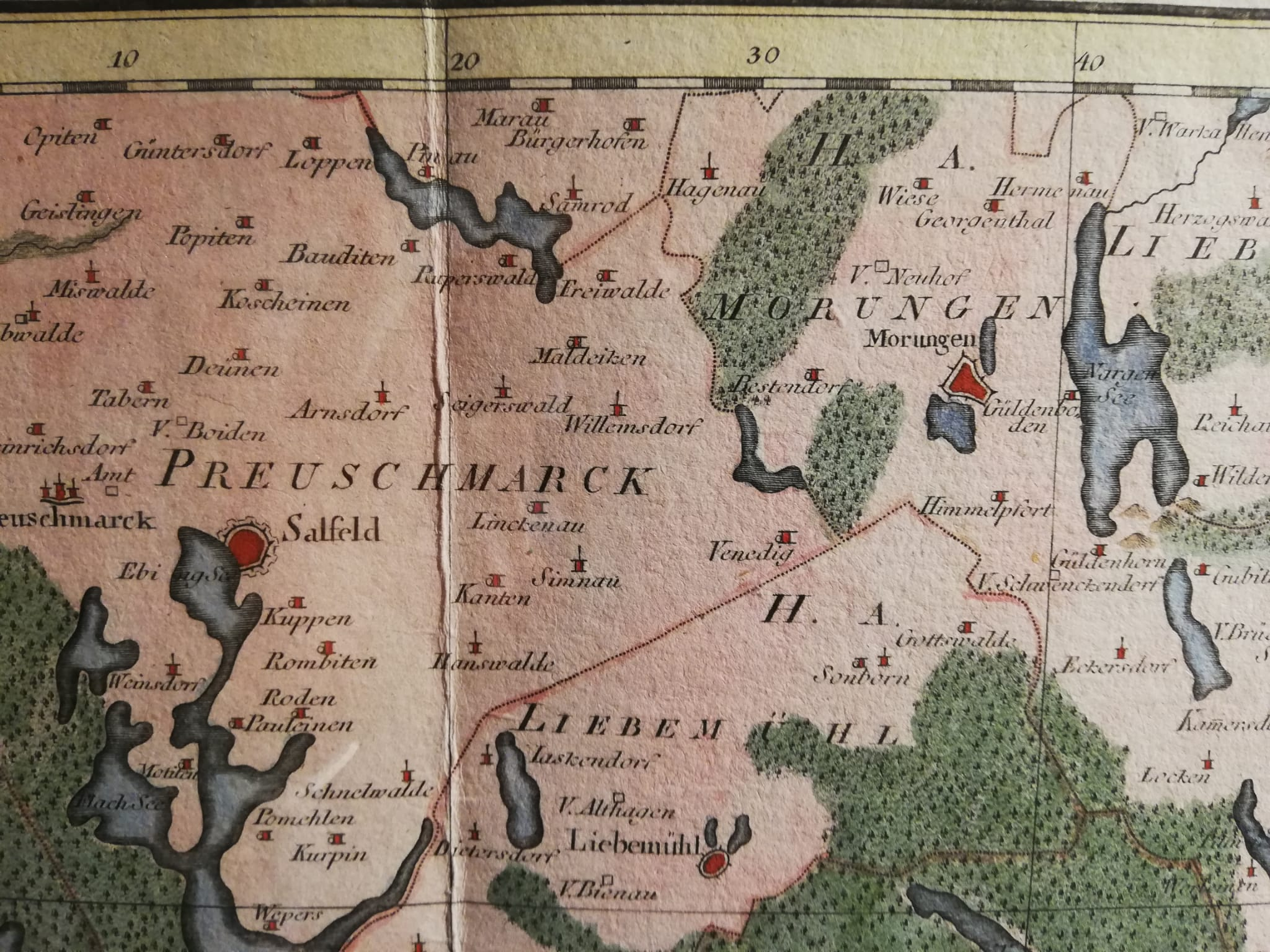
Lasy Dobrocińskie na mapie z 1763
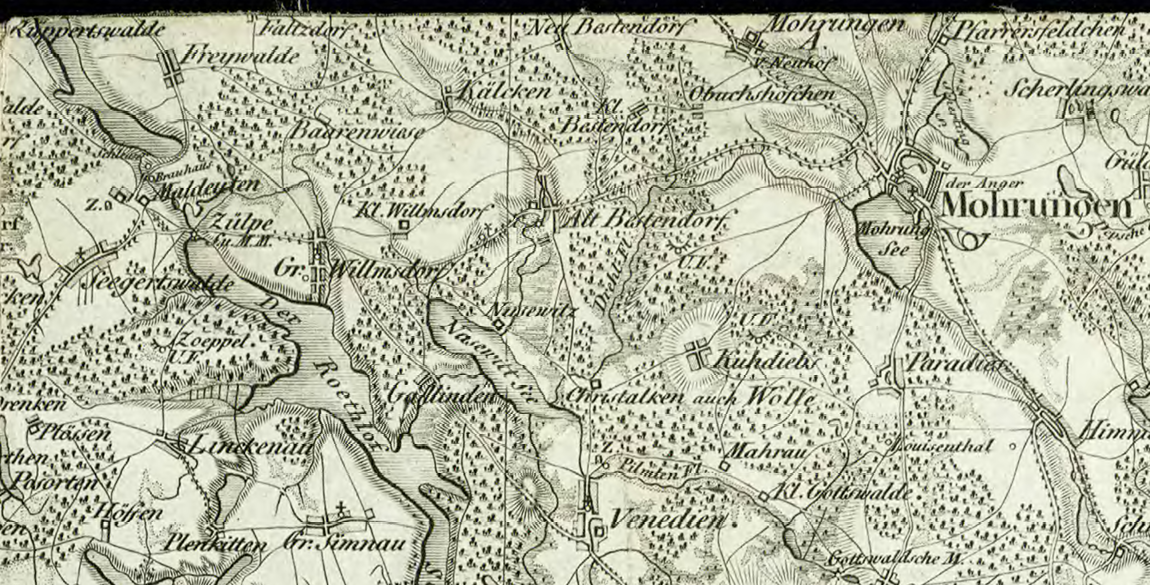
Lasy Dobrocińskie na mapie z 1802–1812
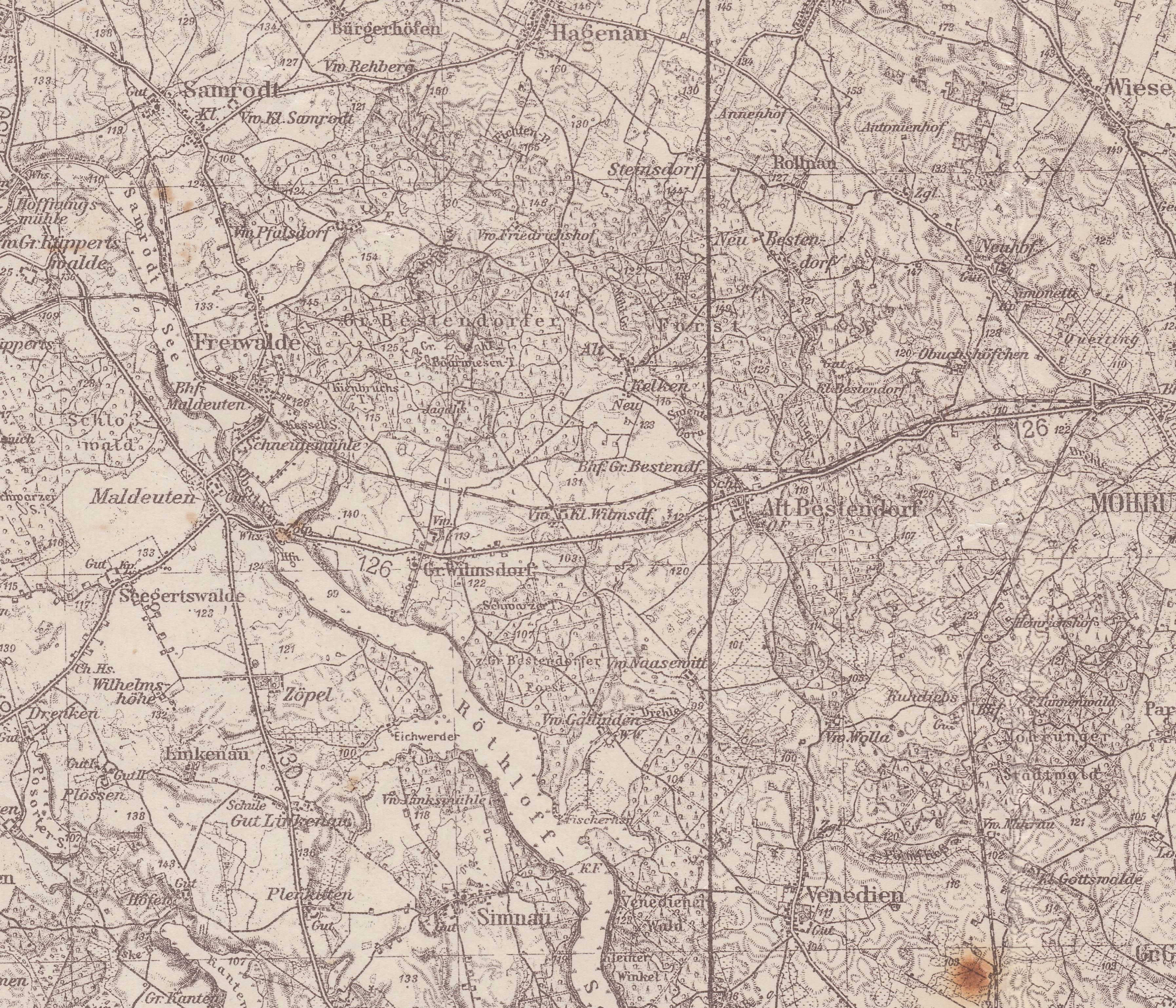
Lasy Dobrocińskie (niem. Gr. Bestendorfer Forst) na mapie z 1945
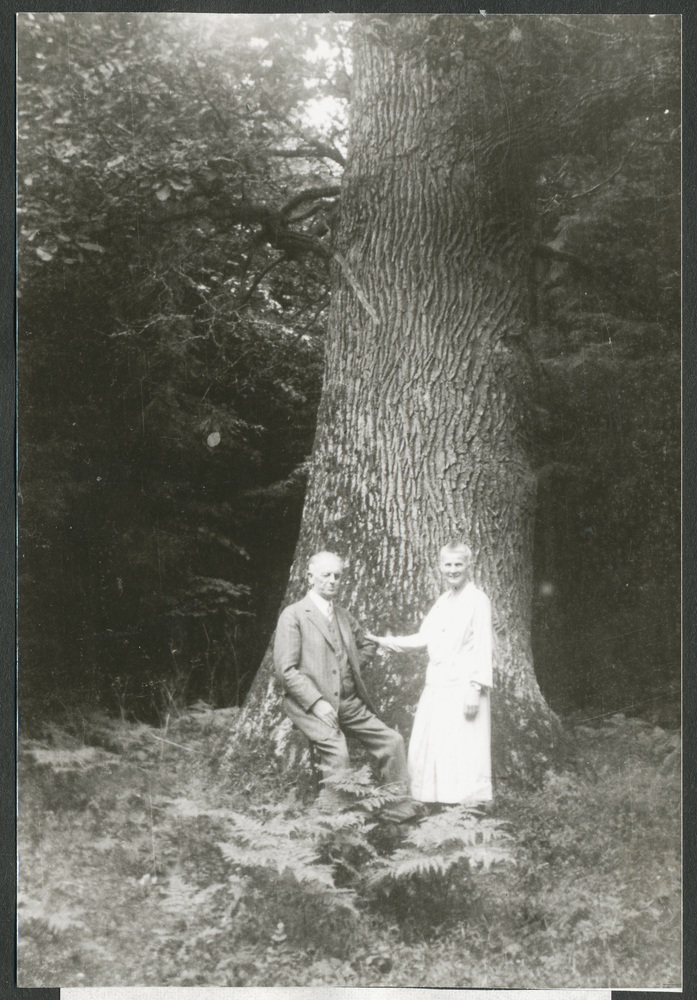
Dąb Cesarza Wilhelma w okolicach Baarwiese w Lasach Dobrocińskich